# ژلیکو میاچ
ژلیکو میاچ (کرواتی: Željko Mijač؛ زادهٔ ۱۳ ژانویهٔ ۱۹۵۴ – درگذشتهٔ ۱۴ فوریهٔ ۲۰۲۲) بازیکن سابق و مربی فوتبال اهل کرواسی بود.
از باشگاه‌هایی که در آن بازی کرده‌است می‌توان به هایدوک اسپلیت و رییکا اشاره کرد.
میاچ در ۱۴ فوریهٔ ۲۰۲۲ پس از گذراندن یک دورهٔ سخت بیماری درگذشت.